# حافة الجنة
حافة الجنة (بالتركية: Yaşamın Kıyısında)‏ و(بالألمانية: Auf der anderen Seite) والتي تعني على الجانب الآخر و(بالإنجليزية: The Edge of Heaven)‏ هو فيلم درامي تركي ألماني إيطالي تم إنتاجه في سنة 2007، هو من تأليف وإخراج فاتح اكين وبطولة تونسل كورتيز ونورسيل كوس ونورغول يشيلتشاي وباكي دافراك وهانا شيجولا، وقد فاز هذا الفيلم بجائزة السعفة الذهبية لأفضل سيناريو في مهرجان كان السينمائي في سنة 2007، كما دخل في تصنيف لنيل جائزة أوسكار لأفضل فيلم بلغة أجنبية إلا أنه لم يترشح للنهائيات.

## القصة
تعقب الفيلم الحياة الهشة لستة أشخاص هم أربعة أتراك وألمانيان يرتبطون برحلات مؤثرة بإتجاه المصالحة في ألمانيا وتركيا، وتتقاطع حياتهم عبر الحب والمأساة في كل من البلدين، وتحكي أيضاً قصص الضياع والثراء والتسامح مع بعضهم.

## البطولة
- تونسل كورتيز بدور علي أقصو وهو مهاجر تركي في ألمانيا
- باكي دافراك بدور نجات أقصو بدور ابن علي وهو بروفيسور في جامعة ألمانية
- نورسيل كوس بدور يتير أوزتورك وهي مهاجرة تركية في ألمانيا
- نورغول يشيلتشاي بدور أيتين أوزتورك وهي طالبة تركية وناشطة متمردة
- باتريسيا زيولكوفسكا بدور شارلوت وهي طالبة ألمانية
- هانا شيجولا بدور سوزان ستوب
- إيديل أونر بدور أرزتين
- أركان جان بدور أوفق
- تورغاي تانولكو بدور جيم

## روابط خارجية
- حافة الجنة على موقع IMDb (الإنجليزية)
- حافة الجنة على موقع ميتاكريتيك (الإنجليزية)
- حافة الجنة على موقع روتن توميتوز (الإنجليزية)
- حافة الجنة على موقع نتفليكس (الإنجليزية)
- حافة الجنة على موقع قاعدة بيانات الأفلام العربية
- حافة الجنة على موقع ألو سيني (الفرنسية)
- حافة الجنة على موقع Turner Classic Movies (الإنجليزية)
- حافة الجنة على موقع أول موفي (الإنجليزية)
- حافة الجنة على موقع بوكس أوفيس موجو (الإنجليزية)
- حافة الجنة على موقع فيلمافينيتي (الإسبانية)